# Joshua Poznanski
Joshua Poznanski (Francoforte sul Meno, 6 giugno 1995) è un giocatore di football americano tedesco, che gioca come safety per i Frankfurt Galaxy.

## Palmarès
- 1 ELF Championship (Frankfurt Galaxy, 2021)